# 韶山冲毛泽东同志故居
韶山冲毛泽东同志故居又稱韶山冲毛主席旧居，位于中国湖南省韶山市韶山冲上屋场。1893年，毛泽东在此出生。1929年，國民政府将其没收，迄中華人民共和國建立後，1950年方按原貌修复。1961年被列为第一批全国重点文物保护单位。

## 结构样式
故居为典型的湖南中部乡村民居建筑，坐南朝北，土木结构，平面呈“凹”字型，东边是毛泽东家，西边是邻居，中间堂屋两家共用。总计占地面积560余平方米，建筑面积470余平方米。

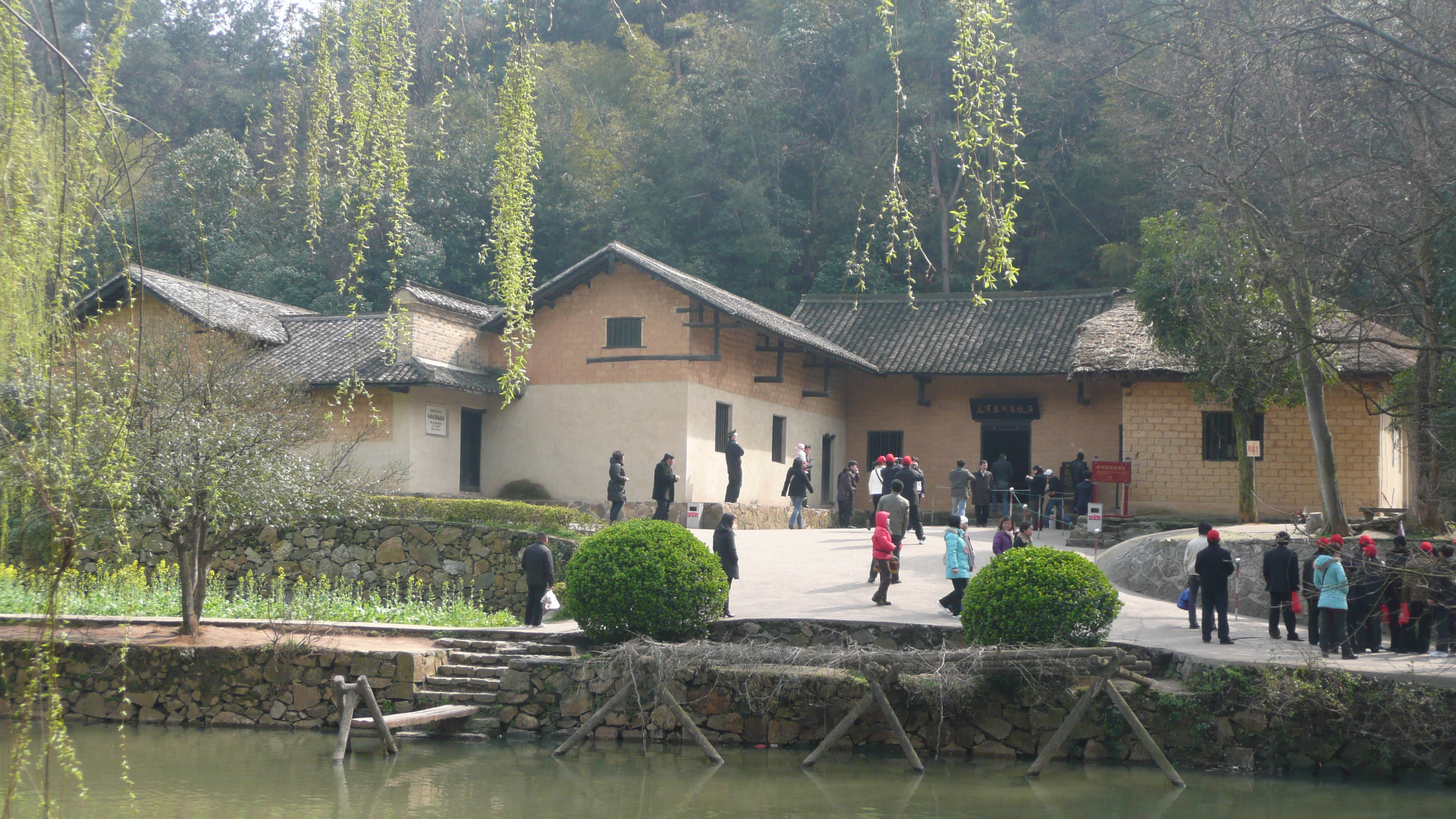
远景
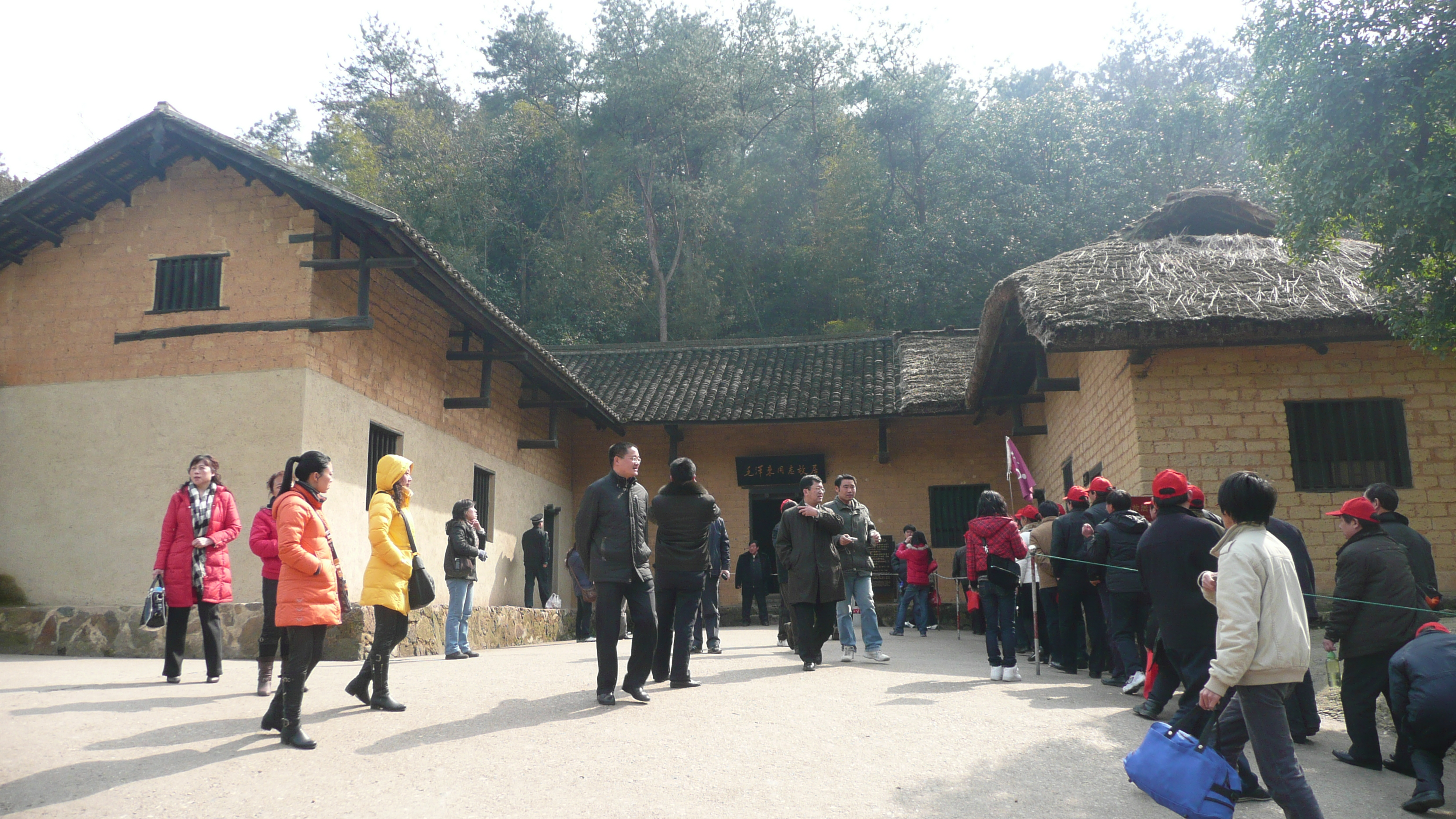
近景
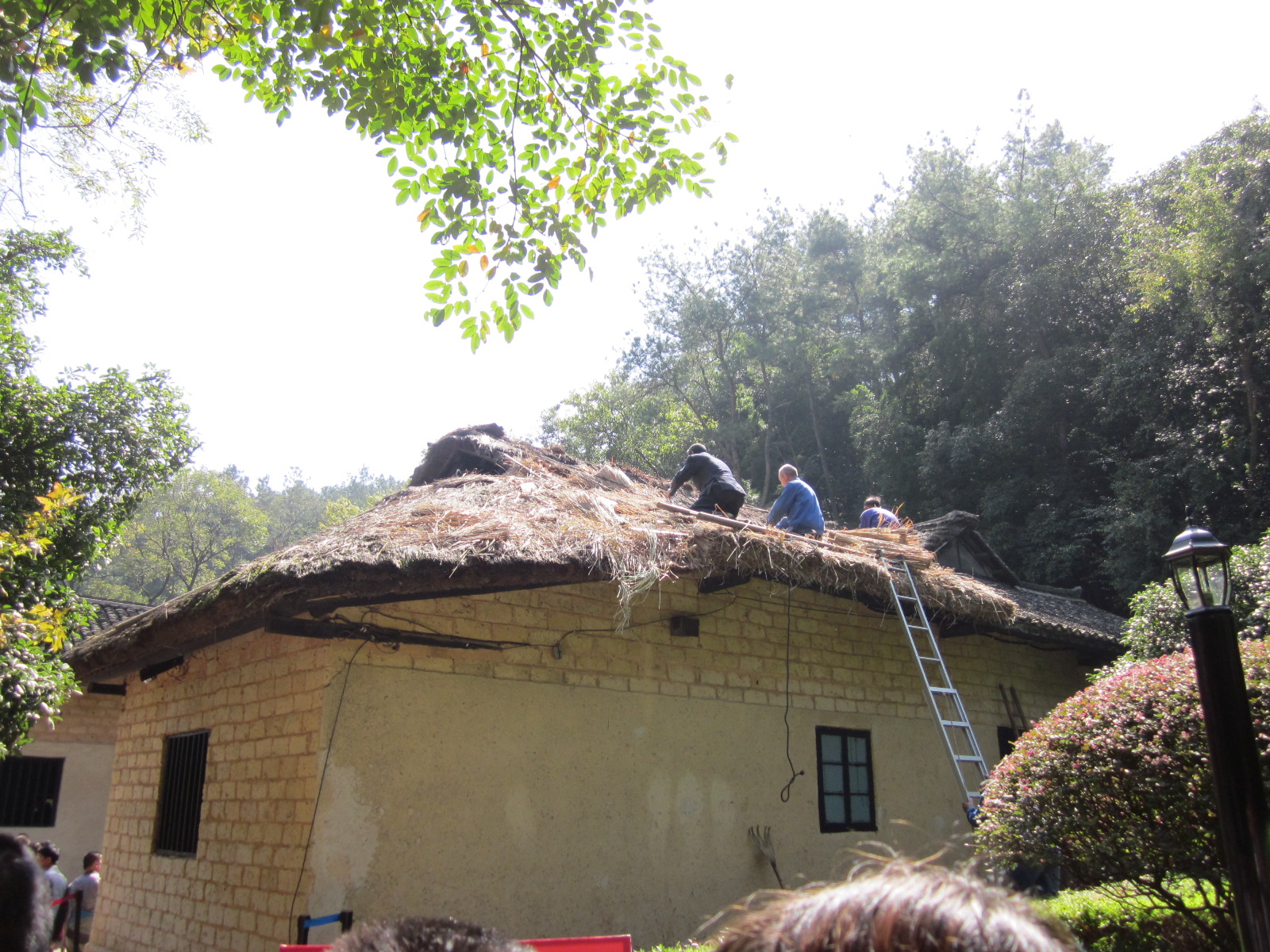
毛泽东邻居家的土屋
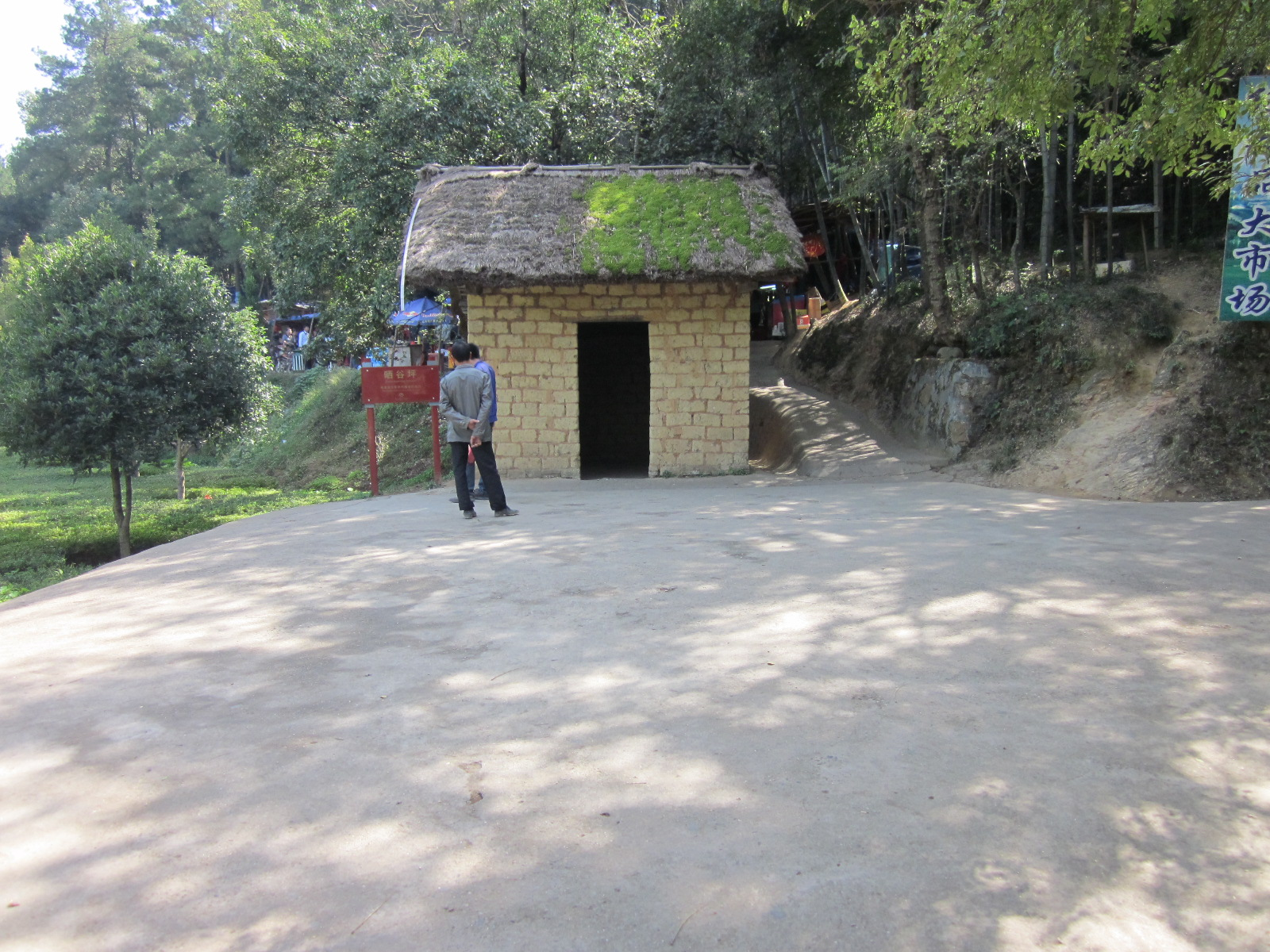
毛泽东家的晒谷坪
邓小平手书的牌匾
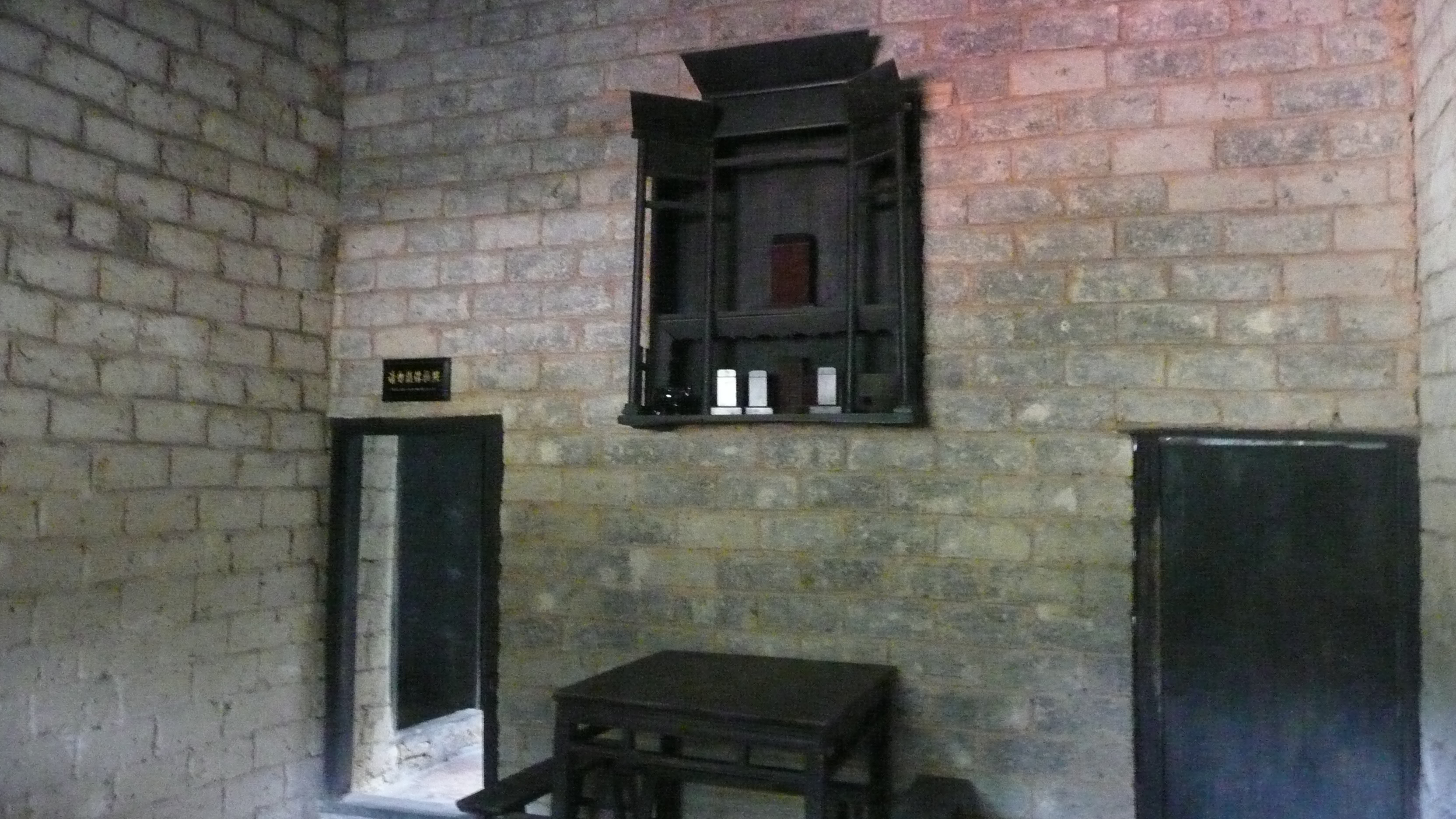
正厅
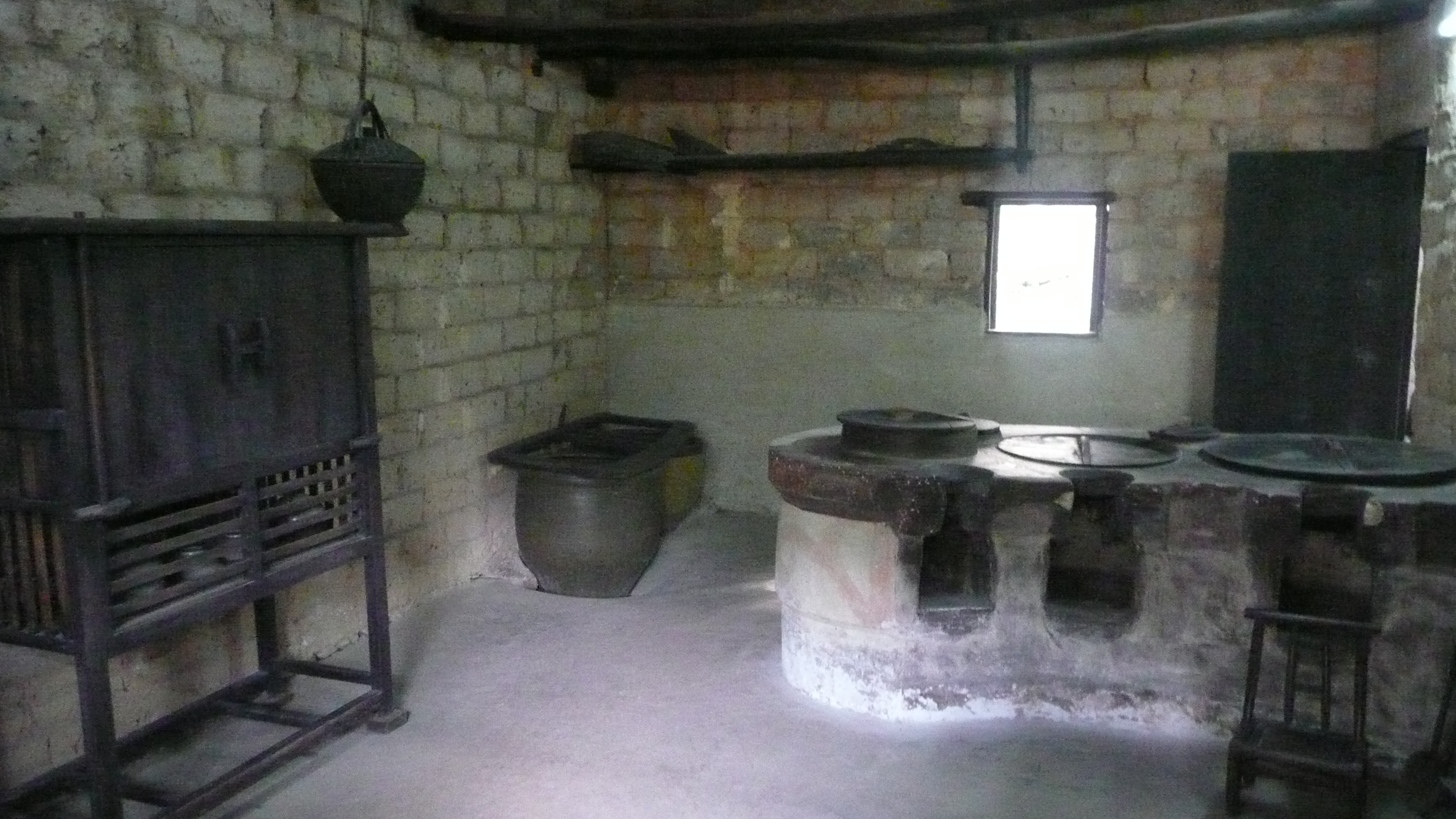
厨房
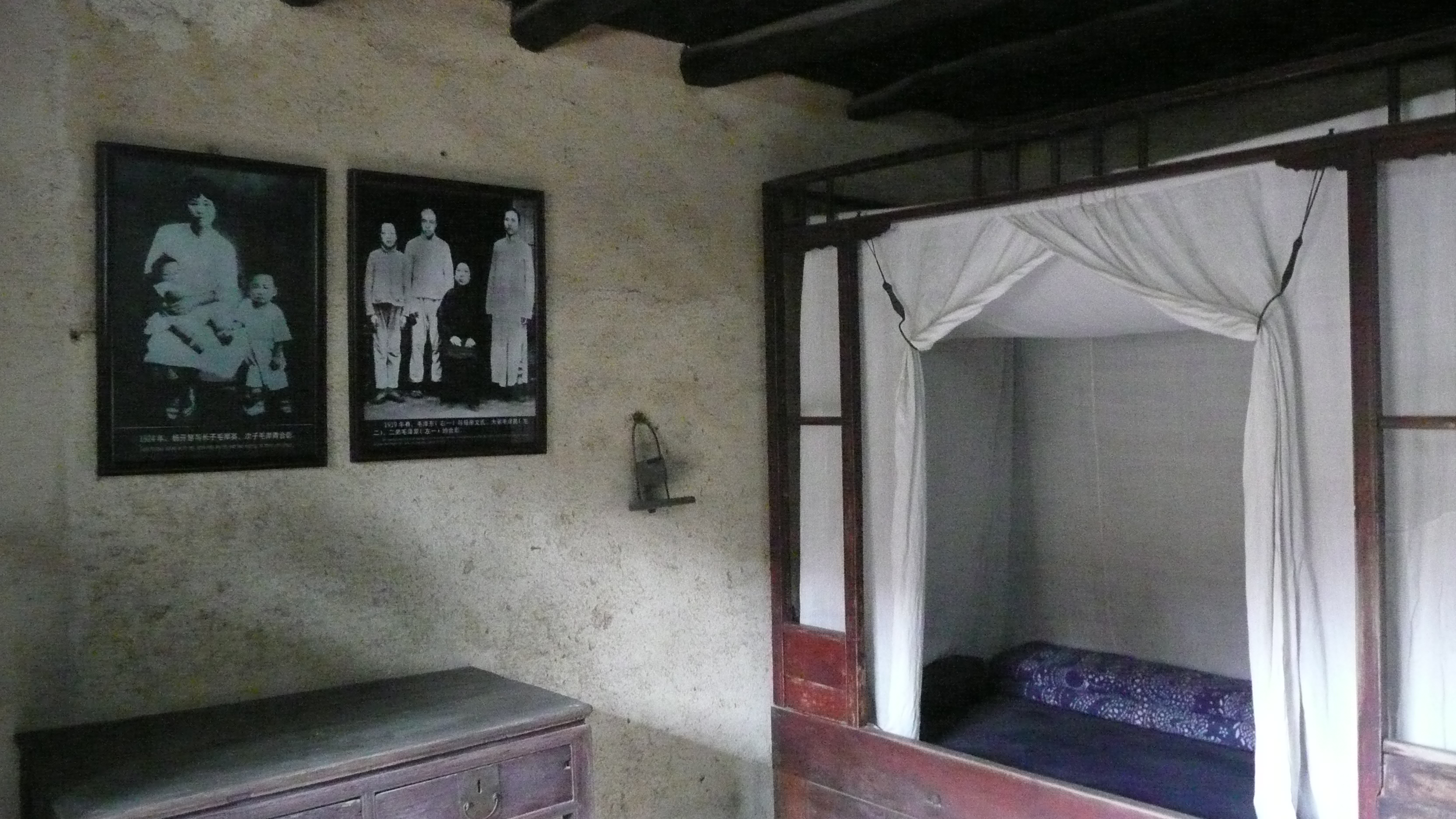
毛泽东卧室

## 纪念邮票
国家邮政局于1976年12月26日发行志号为T11的《革命纪念地-韶山》邮票一套4枚。其中“韶山毛主席故居”面值4分。